# Climat de la Haute-Saône
Le climat de la Haute-Saône est soumis à une double voire triple influence :
- océanique : passage de perturbations apportant une pluviosité importante en quantité comme en fréquence ;
- continentale : éloigné de l’influence régulatrice de l’océan, le département est sous influence continentale de par son éloignement à la mer. Les amplitudes thermiques annuelles y sont importantes, autorisant à la fois des chutes de neige et des fortes gelées l’hiver, tout en subissant sécheresses et chaleur l’été.
- influence montagnarde : dans les Vosges saônoises (massif des Vosges) le climat subit une influence montagnarde de plus en plus marquée à mesure que l'on gagne en altitude pour atteindre son paroxysme dans les massifs du ballon de Servance et de la Planche des Belles Filles.

La proximité du massif des Vosges et du Jura façonnent également les lignes directrices de la météorologie locale. Ces deux reliefs agissent comme des barrières empêchant les masses d'air arrivant de l'ouest de continuer sur la Suisse. Les hauteurs du Doubs et les Vosges Saônoises y subissent des précipitations orographiques, le Ballon de Servance est un des endroits les plus arrosés de France.
Localement, la présence d'une nappe phréatique affleurante (plateau des Mille étangs par exemple) atténue le stress hydrique en saison estivale, tandis que les masses d'eau constituant les étangs agissent comme régulateur thermique.

## Climat à Vesoul
Le climat à Vesoul est de type semi-continental.
| Mois                                 | jan. | fév. | mars  | avril | mai   | juin  | jui.  | août  | sep.  | oct. | nov. | déc.  | année   |
| ------------------------------------ | ---- | ---- | ----- | ----- | ----- | ----- | ----- | ----- | ----- | ---- | ---- | ----- | ------- |
| Température minimale moyenne (°C)    | −1,9 | −1,8 | 1,1   | 3,5   | 8     | 11,1  | 13,1  | 12,7  | 9,4   | 6,2  | 1,7  | −0,6  | 5,2     |
| Température moyenne (°C)             | 1,6  | 2,6  | 6,4   | 9,6   | 14    | 17,2  | 19,4  | 19    | 15,2  | 11,1 | 5,6  | 2,5   | 10,4    |
| Température maximale moyenne (°C)    | 5,1  | 7    | 11,6  | 15,6  | 20    | 23,3  | 25,7  | 25,4  | 21    | 16   | 9,5  | 5,6   | 15,5    |
| Ensoleillement (h)                   | 65,2 | 89,7 | 133,6 | 167,5 | 199,1 | 225,5 | 247,8 | 229,5 | 169,5 | 120  | 73,5 | 55,1  | 1 776   |
| Record de vent sur 10 minutes (km/h) | 2,9  | 2,7  | 2,9   | 2,7   | 2,4   | 2,4   | 2,3   | 2,1   | 2,3   | 2,6  | 2,5  | 2,8   | 2,6     |
| Précipitations (mm)                  | 85,3 | 74,9 | 79,2  | 73,1  | 97,9  | 88,2  | 86,5  | 77,9  | 89    | 99,8 | 94,2 | 103,1 | 1 049,1 |

| Diagramme climatique                                  |           |             |             |         |              |              |              |         |           |            |              |
| J                                                     | F         | M           | A           | M       | J            | J            | A            | S       | O         | N          | D            |
| 5,1−1,985,3                                           | 7−1,874,9 | 11,61,179,2 | 15,63,573,1 | 20897,9 | 23,311,188,2 | 25,713,186,5 | 25,412,777,9 | 219,489 | 166,299,8 | 9,51,794,2 | 5,6−0,6103,1 |
| Moyennes : • Temp. maxi et mini °C • Précipitation mm |           |             |             |         |              |              |              |         |           |            |              |

| Ville              | Ensoleillement · (h/an) | Pluie · (mm/an) | Neige · (j/an) | Orage · (j/an) | Brouillard · (j/an) |
| ------------------ | ----------------------- | --------------- | -------------- | -------------- | ------------------- |
| Médiane nationale  | 1 852                   | 835             | 16             | 25             | 50                  |
| Luxeuil-les-Bains, | 1799.3                  | 1051.2          | 16             | 27             | 38                  |
| Paris              | 1 717                   | 634             | 13             | 20             | 26                  |
| Nice               | 2 760                   | 791             | 1              | 28             | 2                   |
| Strasbourg         | 1 747                   | 636             | 26             | 28             | 69                  |
| Brest              | 1 555                   | 1 230           | 6              | 12             | 78                  |
| Bordeaux           | 2 070                   | 987             | 3              | 32             | 78                  |

## Climat à Lure

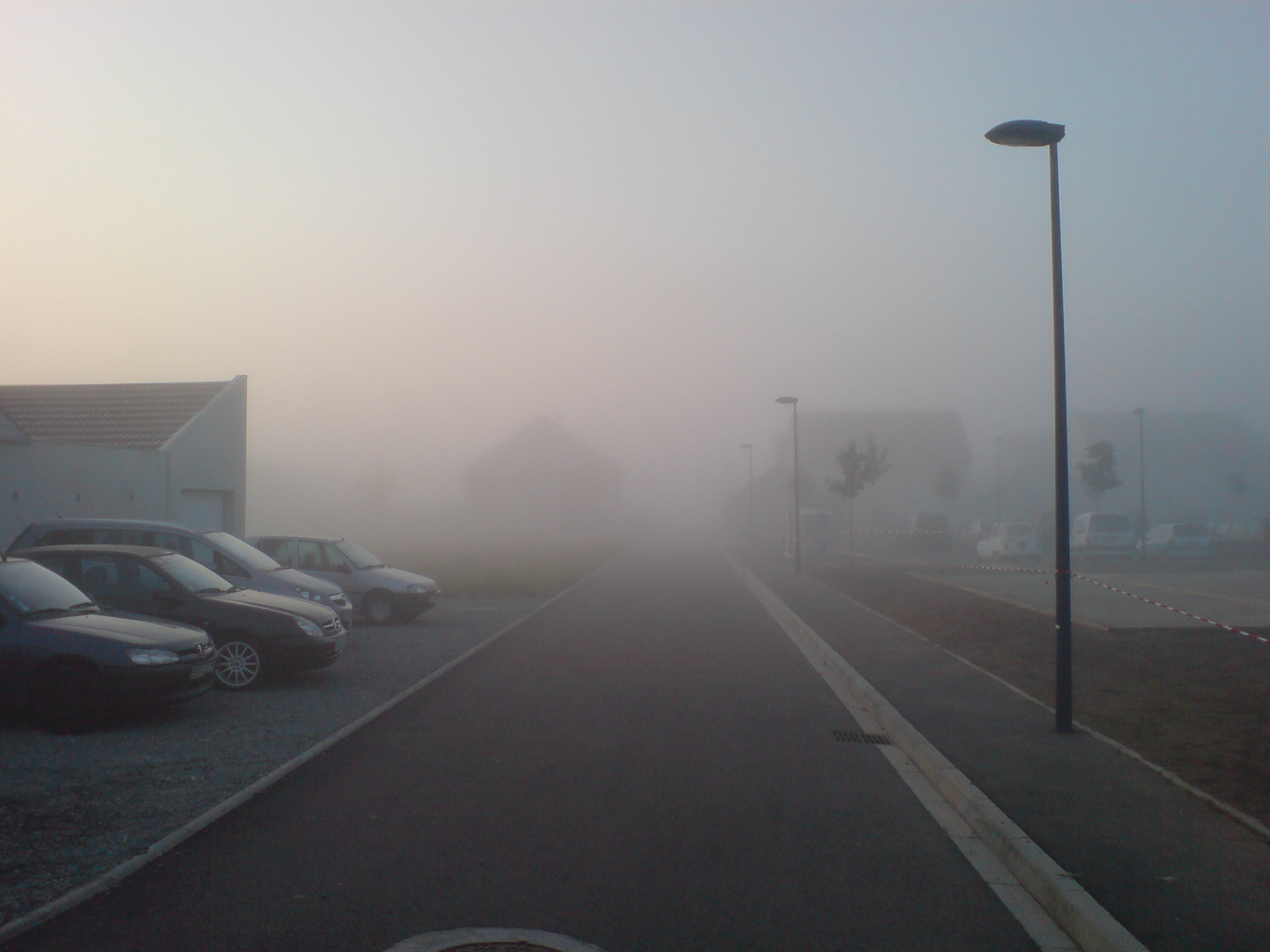
Le brouillard est souvent présent la nuit et le matin à Lure. Cette photographie a été prise le 28 septembre 2008.

Lure bénéficie d'un climat océanique dégradé. L'hiver apporte des manteaux neigeux d'épaisseur variable, de 5 à 40 cm (hiver 2005), et inversement, les températures atteignent jusqu'à 40 °C au soleil au plus fort de l'été.
La proche présence des étangs a pour conséquence l'apparition d'une sorte de microclimat aux amplitudes de température modérées. Il fait moins froid en hiver et moins chaud en été, comparé à de proches villages, comme La Côte, à 5 km à l'est. Ces régulateurs thermiques n'empêchent toutefois pas Lure de subir de fortes gelées, allant parfois en deçà de −10 °C à l'aube et des étés normalement chauds. Lors de violents orages d'été, il arrive parfois que le volume déversé soit supérieur à la capacité d'absorption des sols, des inondations par remontée de nappe comme ce fut le cas le 30 mai 2008.
Comme les plaines voisines, la ville est assez fréquemment couverte d'un épais brouillard tôt le matin et le soir au cours du printemps et de l'automne.
| Mois                                             | Janv. | Fév. | Mars | Avr.  | Mai   | Juin  | Juil. | Août  | Sept. | Oct.  | Nov.  | Déc. | Total année |
| ------------------------------------------------ | ----- | ---- | ---- | ----- | ----- | ----- | ----- | ----- | ----- | ----- | ----- | ---- | ----------- |
| Heures moyennes d'ensoleillement                 | 54.1  | 85.9 | 124  | 159.6 | 190.5 | 218.2 | 251.7 | 220.6 | 175.1 | 126.3 | 71.2  | 55.7 | 1732.8      |
| Moyennes mensuelles de précipitations (mm)       | 92.8  | 78.3 | 80.6 | 74.9  | 93.2  | 90.1  | 78    | 89.2  | 79.6  | 76.8  | 101.6 | 101  | 1036        |
| Moyennes mensuelles de la vitesse du vent (km/h) |       |      |      |       |       |       |       |       |       |       |       |      |             |

| Mois                                 | Janv. | Fév. | Mars | Avr. | Mai  | Juin | Juil. | Août | Sept. | Oct. | Nov. | Déc. | Moyenne année |
| ------------------------------------ | ----- | ---- | ---- | ---- | ---- | ---- | ----- | ---- | ----- | ---- | ---- | ---- | ------------- |
| Températures minimales moyennes (°C) | -2.7  | -1.9 | 0.2  | 2.8  | 6.7  | 9.9  | 11.6  | 11.4 | 8.7   | 5.2  | 0.9  | -2.1 | 4.2           |
| Températures moyennes (°C)           | 0.8   | 2.5  | 5.4  | 8.7  | 12.8 | 16.1 | 18.2  | 17.8 | 14.9  | 10.5 | 4.9  | 1.4  | 9.5           |
| Températures maximales moyennes (°C) | 4.2   | 6.9  | 10.6 | 14.7 | 18.9 | 22.3 | 24.7  | 24.1 | 21    | 15.8 | 8.9  | 4.8  | 14.7          |

| Ville             | Ensoleillement · (h/an) | Pluie · (mm/an) | Neige · (j/an) | Orage · (j/an) | Brouillard · (j/an) |
| ----------------- | ----------------------- | --------------- | -------------- | -------------- | ------------------- |
| Médiane nationale | 1 852                   | 835             | 16             | 25             | 50                  |
| Lure              | 1 732 h/an              | 1 036 mm/an     | env. 15j/an    | -- j/an        | env. 30j/an         |
| Paris             | 1 717                   | 634             | 13             | 20             | 26                  |
| Nice              | 2 760                   | 791             | 1              | 28             | 2                   |
| Strasbourg        | 1 747                   | 636             | 26             | 28             | 69                  |
| Brest             | 1 555                   | 1 230           | 6              | 12             | 78                  |
| Bordeaux          | 2 070                   | 987             | 3              | 32             | 78                  |